# Арцахски университет
Арцахският държавен университет се намира в Степанакерт (Ханкенди), столицата на частично признатата арменска република Нагорни Карабах, чието отделяне от Азербайджан и присъединяване е поддържано от Армения.
Основан е през 1969 година. Носи името Степанакертски педагогически институт от 1973 г., става Степанакертско отделение (филиал) на Кироваканския педагогически институт (1988). Преобразуван е в Арцахски държавен университет през 1992 г.
В университета учат 4700 студенти, обучавани от 338 преподаватели в 21 катедри. На разположение на студентите и преподавателите са електронна библиотека, научен център, обсерватория, специални лаборатории, аудитория за дистанционно обучение, спортни зали и др.

Понастоящем университетът провежда обучение по 29 специалности в 10 факултета:
- Физико-математически факултет
- Факултет по арменска филология и журналистика
- Факултет по чужди езици
- Химико-биологически факултет
- Инженерен (политехнически) факултет
- Аграрен факултет
- Факултет по педагогика
- Историко-политологически факултет
- Икономико-юридически факултет
- Факултет по начална военна подготовка и физическа култура